# Bouquet (költészet)
A bouquet (francia nyelven: ’virágbokréta’, ritkábban használt elnevezés: bosquet, ’liget’) a francia irodalomban a könnyed, rövid, leggyakrabban szerelmes tárgyú költemények megnevezése. Legnépszerűbb a rokokó korában volt, s a gáláns költészet körébe tartozik.